# فيلي كلارك
فيلي كلارك (بالإنجليزية: Willie Clark)‏ (25 فبراير 1932 في المملكة المتحدة - 27 يوليو 2006) هو لاعب كرة قدم بريطاني في مركز الهجوم. لعب مع كوينز بارك رينجرز ونادي تشيلتنهام تاون لكرة القدم وبيرويك راينجرز ونادي اربوراث.